# Lin Peng
Lin Peng (en chino: 林鹏, 25 de octubre de 1986 en Dalian, Liaoning) es una actriz china de cine y televisión. 

## Carrera
Peng comenzó su carrera cinematográfica apareciendo en una película de Jackie Chan titulada Little Big Soldier. Una vez más compartió reparto con el actor de Hong Kong en la película Dragon Blade de 2015. 
En 2017 conformó el elenco de la serie de televisión Love Actually, y un año después fue una de las actrices de reparto en la serie The Legend of Ba Qing.

## Filmografía

### Cine y televisión
- Little Big Soldier (2010)
- A Chinese Fairy Tale (2011)
- 1911 (2011)
- The Viral Factor (2012)[2]
- Meet the In-Laws (2012)
- The Break-Up Artist (2014)
- The Eighth House (2014)
- Dragon Blade (2015)
- Demon Girl (2016)
- Love Actually (2017)
- Win the World (2018)

### Programas de variedades
| Año  | Programa   | Notas    |
| ---- | ---------- | -------- |
| 2019 | Happy Camp | invitada |